# Die Legende von Beowulf
Die Legende von Beowulf (Originaltitel Beowulf) ist ein computeranimierter Fantasyfilm des Regisseurs Robert Zemeckis aus dem Jahr 2007. Die Motive des Films basieren auf dem altenglischen Heldengedicht Beowulf aus dem Codex Cotton Vitellius, der um das Jahr 1000 geschrieben wurde. Das Epos entstand vermutlich nach dem Jahr 700 und spielt vor dem Jahre 600 in Skandinavien.

## Handlung
Der Dänenkönig Hrothgar und sein Volk werden von dem Unhold Grendel tyrannisiert. Das Monster, im Film einer verwesenden Leiche ähnlich, sucht gezielt die Met-Halle Hrothgars heim, da sein empfindliches Gehör den Lärm aus der Halle nicht erträgt. Der König verspricht demjenigen, der das Ungeheuer tötet, die Hälfte seines Goldschatzes. Eines Tages landet der erfahrene gautische Krieger Beowulf mit 14 Gefährten an der Küste und verpflichtet sich beim König, Grendel zu töten.
Nach einem Wortgefecht mit Unferth, dem Berater des Königs, der die Heldentaten Beowulfs in Frage stellt, erklärt dieser vor dem Hof überzeugend, wieso er ein Wettschwimmen mit Brecca verloren hat. Beowulf erhält den Auftrag, das geplagte Land von Grendel zu befreien. Daraufhin lockt er das Monster in die große Halle der Stadt. Grendel, vom Lärm des Tanzes, des Gesanges und der Ausschweifungen geplagt, kämpft gegen den nackten und waffenlosen Helden. Mit großem Mut und nach einem Angriff auf Grendels empfindliches Gehör gelingt es ihm, Grendel den linken Arm abzutrennen. Grendel, der zuvor drei von Beowulfs Männern tötete, flieht jammernd in sein Versteck, wo er zu Füßen seiner Mutter stirbt. Rasend vor Wut gelangt diese zur Stadt und sucht Beowulf in einem Traum heim, bevor sie alle seine Männer – bis auf Beowulfs besten Freund Wiglaf, welcher sich nicht in der Halle befand – tötet und an der Decke aufhängt. Beowulf, der von König Hrothgar ein goldenes Horn als Lohn erhält, macht sich auf den Weg zu der Höhle, in der Grendels Mutter, eine Wasserdämonin, haust.
In ihrer Höhle jedoch verfällt Beowulf ihrer Schönheit und ihrem verlockenden Angebot und zeugt einen Sohn mit ihr, wofür sie ihm verspricht, ihn zum mächtigsten König auf Erden zu machen. Der Wasserdämon setzt jedoch eine Frist für die Vereinbarung: sobald das Füllhorn, das Beowulf ihr überlässt, den Weg zurück in die Stadt finde, sei das Abkommen nichtig, und die „Sünden der Väter“ werden Beowulf heimsuchen. Bei der Rückkehr ins Dorf verkündet Beowulf, dass er das „Meerweib“ getötet habe. Einzig König Hrothgar, der, wie sich später herausstellt, einst mit dem Wasserdämon das Ungetüm Grendel zeugte, glaubt ihm nicht. Er verfügt, dass im Falle seines Todes Beowulf der neue König wird, stellt Beowulf zur Rede und stürzt sich die Klippe hinab.
Nach einem Zeitsprung – die Protagonisten sind erheblich gealtert – kehrt das von Unferth’ Sklaven Cain gefundene Füllhorn ins Dorf zurück. Beowulf macht sich voller Furcht auf den Weg zur Höhle – immer noch die Wahrheit über das Meerweib verschweigend –, um das Füllhorn zurück zu Grendels Mutter zu bringen. Diese jedoch macht ihre Drohung wahr und stellt Beowulf seinen eigenen Sohn vor; einen Feuerdämon, welcher bereits zuvor für große Verwüstung im Königreich gesorgt hat und der in Gestalt eines gigantischen feuerspeienden Drachen in der Höhle haust. Daraufhin greift der Drache die Stadt an. Beowulf und sein Freund Wiglaf verfolgen ihn.
Es kommt zum finalen Kampf zwischen dem Drachen und Beowulf. Dieser rammt dem Drachen ein Kurzschwert in den Rücken, an dem er sich im Flug festhält. Der Drache kann sich Beowulfs weder an den Klippen noch am Meeresboden entledigen und fliegt zum Bergfried hinauf, auf dem Beowulfs Gemahlin Königin Wealthow und seine Geliebte Ursula in der Falle sitzen. Während der Drache Versuch um Versuch unternimmt, die beiden mit seinem Feueratem zu töten, schafft es Beowulf, dem Monster einen Dolch durch eine dünne Haut am Hals zu stoßen, wodurch er ihn seines Feueratems beraubt. Während der Drache versucht, die Frauen zu verschlingen, erkennt Beowulf, dass direkt hinter der durchstoßenen Stelle das Herz des Drachen schlägt und versucht, es mit dem Dolch zu verletzen. Beowulf, der an einer Ankerkette hängt, die er um den Hals des Ungetüms schlingen konnte, kommt nicht nahe genug an das Herz heran und sieht daher keine andere Möglichkeit, als sich selbst den Arm abzuschneiden, um, am Kettenhemd hängend, seinen Pendelradius zu vergrößern. Dabei verliert er den Dolch, kann aber letztlich mit der Hand das Herz des Drachen herausreißen.
Der Drache stürzt mit Beowulf auf den Strand, wo er sich auflöst und sein Körper sich in den goldenen menschenähnlichen Leib von Beowulfs Sohn verwandelt. Wie zuvor schon Hrothgar, verschlingt ihn das Meer, noch bevor Beowulf mit ihm Kontakt aufnehmen kann. Sein Freund Wiglaf will Beowulf retten und eilt zu ihm an den Strand, doch der König ist tödlich verletzt und stirbt. Wie von Beowulf festgelegt, wird Wiglaf zum neuen König. Wiglaf verfolgt das Totenritual für Beowulf – den brennenden Untergang Beowulfs Schiffes mit dessen Leichnam. Kurz nach dem Untergang taucht aus dem Wasser das Meerweib auf und hat lange Blickkontakt mit Wiglaf. Es bleibt offen, ob der Kreislauf der „Sünden der Väter“ sich fortsetzen wird.

## Synchronisation
| Rolle                            | Darsteller        | deutscher Sprecher       |
| -------------------------------- | ----------------- | ------------------------ |
| Beowulf / Goldener Mann / Drache | Ray Winstone      | Erich Räuker             |
| Königin Wealthow                 | Robin Wright Penn | Christin Marquitan       |
| Wiglaf                           | Brendan Gleeson   | Roland Hemmo             |
| König Hrothgar                   | Anthony Hopkins   | Joachim Kerzel           |
| Grendel                          | Crispin Glover    | Originalstimme           |
| Hondshew                         | Costas Mandylor   | Thomas Nero Wolff        |
| Grendels Mutter                  | Angelina Jolie    | Claudia Urbschat-Mingues |
| Unferth                          | John Malkovich    | Joachim Tennstedt        |

## Hintergrund
- Wie zuvor Der Polarexpress wurde der Film mittels Motion Capture erstellt, komplett in das IMAX-3D-Format umgewandelt und in IMAX-Kinos vorgeführt.
- Die Produktionskosten betrugen schätzungsweise 150 Millionen US-Dollar. In den Kinos der USA spielte der Film rund 82 Millionen US-Dollar ein und in den anderen Ländern rund 114 Millionen US-Dollar.[4]
- Kinostart in Deutschland war am 15. November 2007 und in den USA am 16. November 2007,[5] nachdem am 5. November 2007 die Weltpremiere im kalifornischen Westwood stattgefunden hatte.[6]
- Die Legende von Beowulf ist bereits die vierte Verfilmung des bekannten Stoffs. 1999 interpretierte Graham Baker die Geschichte unter dem Titel Beowulf mit Christopher Lambert in der Titelrolle. Im gleichen Jahr erschien Der dreizehnte Krieger unter der Regie von John McTiernan und Michael Crichton mit Antonio Banderas in der (Haupt-)Rolle des Erzählers Ahmad Ibn Fadlān. 2005 erschien Beowulf & Grendel von Sturla Gunnarsson mit Gerard Butler in der Hauptrolle.

## Unterschiede zwischen Film und Heldengedicht
- Die „Sünden der Väter“ tauchen im Heldengedicht nicht auf.
- Im Heldengedicht wird Grendels Mutter als hässliche Meerhexe beschrieben, während sie im Film als verführerische Meerfrau dargestellt wird. So verführt sie Beowulf und verspricht ihn zum mächtigsten König aller Zeiten zu machen, wenn er ihr dafür einen Sohn (der spätere Drache) schenkt. Im Heldengedicht erschlägt Beowulf Grendels Mutter mit einem Riesenschwert, das von keinem normalen Kämpfer getragen werden konnte.
- Das Ungeheuer Grendel ist nur im Film König Hrothgars Sohn.
- König Hrothgar begeht im Film Selbstmord, im Heldengedicht nicht.
- Beowulf wird im Heldengedicht nicht Nachfolger des Dänenkönigs Hrothgar, sondern erbt als Neffe den Thron des Gautenkönigs Hygelac, nachdem dieser und seine drei Söhne im Kampf gefallen waren.
- Die Figur der Ursula, die Geliebte Beowulfs, taucht im Heldengedicht nicht auf.
- Wiglaf ist im Film Beowulfs treuester Kampfgefährte und bester Freund, im Heldengedicht ist er ein junger Mann, mit dessen Hilfe Beowulf den Drachen tötet. Er wird auch nicht Beowulfs Nachfolger.
- Königin Wealthow wird nur im Film von Beowulf begehrt und auch nur dort seine Gemahlin.
- Der Drache ist, anders als im Film, im Heldengedicht nicht der Sohn von Grendels Mutter und Beowulf.
- Der Goldene Pokal (Füllhorn) taucht im Heldengedicht als Bestandteil des Schatzes auf, der von dem schlafenden Drachen bewacht wird. Erst sein Diebstahl führt zu Angriffen und Verwüstungen durch das feuerspeiende Sagentier.
- Im Film wird Beowulf auf einem Wikingerschiff bestattet, das brennend auf das offene Meer hinaustreibt. Bevor es versinkt, wird der Leichnam von der (aus dem Meer auftauchenden) verführerischen Meerfrau küssend umarmt. In der Legende wird die Leiche des Königs auf einem Scheiterhaufen verbrannt und dann mit dem fluchbeladenen Drachenschatz in einem Hügelgrab bestattet.

## Sonstiges
Kurz bevor Beowulf den Kampf mit Grendel aufnimmt, greift Beowulfs Krieger Hondscioh den Grendel an und schlägt ihm ein Schwert in den Kopf (allerdings ohne dass Grendel davon stirbt; es fließt nur etwas gelbes Blut aus der Wunde, und das Schwert bleibt stecken). In diesem Moment kann man deutlich die Inschrift „VLFBERH“ auf der Klinge lesen. Schwerter mit der Inschrift „+VLFBERH+T“ (das „T“ nach dem Kreuz fehlt im Film) gibt es wirklich; das älteste stammt aus dem 9. Jh., das jüngste aus dem 11. Jahrhundert, insgesamt sind es 120 Schwerter, alle nordeuropäischer Herkunft. Vermutlich war VLFBERHT ursprünglich der Herstellername (Ulfbert), später diente dieser Name als Qualitätsbezeichnung. Bei Schwertern mit der Kennzeichnung „+VLFBERHT+“ (Das Kreuz hinter dem T ist die typische Schreibweise für Eisenschwerter, bei denen nur die Klingenränder aus Stahl sind) handelte es sich nach Untersuchungen von A. Williams (Wallace Collection/London) um einen Fall von Markenpiraterie im Mittelalter, bei dem minderwertiges Material zur Herstellung verwendet wurde. Danach wäre das im Film gezeigte Schwert „VLFBERH“ (ohne T) echt. Siehe dazu: Ulfberht.

## Kritiken
- Die Filmkritik war gespalten; einerseits wird häufig die technische Brillanz des 3D-Animations-Verfahrens und seiner filmischen Umsetzung in spektakuläre Bilder gelobt, andererseits wird vielfach die Schwäche der Charakterzeichnung und der Erzähltechnik kritisiert, die eben vor allem auf die vordergründigen visuellen Effekte setze. Schauspielerisch sei Beowulf eher stimmlich als bildlich eindrucksvoll.[9]
- Angela Zierow schrieb in TV Digital 23 vom 2. November 2007, dass auf der Comic-Con die gezeigten Ausschnitte die Fans begeisterten. Es sei ein grandios animiertes Hauen und Stechen von Regisseur Robert Zemeckis.
- Cinema sah „einen Film, in dem viele Figuren so leblose Gesichter haben wie im Wachsfigurenkabinett“,  weshalb  „mit Enttäuschung beim Publikum [zu]  rechnen“  war und bezeichnet die Umsetzung als „missglücktes Experiment“, unter anderem deshalb, weil „hier zu wenig Sorgfalt auf die Entwicklung der Story gelegt wurde“. Es fehle „ein Spannungsbogen, der die Neugier an der Geschichte hoch hält. Deshalb fallen Ungereimtheiten auf, die man bei einem packenden Film unbedeutend fände“.[10]
- Filmspiegel.de meint: „‚Beowulf‘ bietet fast durchgehend das Beste, was an Animation bisher überhaupt auf der Leinwand zu sehen war“, was dem Film „über die manchmal arg müden Runden hilft. […] Zahlreiche Schockmomente im Tiefenraum sind vorprogrammiert und lassen den Puls in ungeahnte Höhen steigen […]. Spektakuläre Seherfahrung in 3D, welche die Längen und die Spannungsarmut des Films angenehm zu übertünchen weiß.“[11]
- br-online schreibt, der Film sei „[h]eftige und recht unterhaltsame Animation für alle, die mit Mythen und kämpfenden Männern was anfangen können. Technisch gesehen ist ‚Beowulf‘ innovativ und führt vor, wie das Kino von morgen aussehen könnte.“[12]
- Das Lexikon des Internationalen Films urteilt: „Der dabei angewandten Animationsvariante des Performance Capturing sowie den Zwängen eines prüden Unterhaltungsverständnisses ist es geschuldet, dass aus einer archaisch-barbarischen Geschichte ein aseptisches Fantasy-Märchen wurde, das kaum noch Gefühle transportiert. In der 3-D-Fassung unterhalten die plastischen Effekte, vor allem im furiosen Finale, ohne jedoch das Geschehen dramaturgisch sonderlich originell zu akzentuieren.“[13][14]

## Auszeichnungen
- Für die Satellite Awards 2007 war der Film in zwei Kategorien nominiert: Bester Animations- oder Real-/Animationsfilm und Beste visuelle Effekte.
- Für die MTV Movie Awards 2008 war Angelina Jolie in der Kategorie Bester Schurke nominiert.
- Die Deutsche Film- und Medienbewertung FBW in Wiesbaden zeichnete den Film mit dem Prädikat wertvoll aus.